# New Thing
New Thing è un romanzo solista di Wu Ming 1, alias Roberto Bui, uno dei cinque scrittori che compongono il collettivo letterario Wu Ming.

## Trama
Il romanzo parla della vicenda del Figlio di Whiteman, un serial killer che a Brooklyn tra il 4 aprile 1967 e il 10 giugno 1967 uccide neri legati al mondo jazz d'avanguardia. L'intera vicenda viene narrata da testimonianze delle persone presenti, flashback, articoli del giornale Brooklynite, patchwork di frasi tratte da una immaginaria intervista avvenuta ai giorni d'oggi, registrazioni dell'epoca. L'intero contesto è fortemente descritto dalle vicende storiche e politiche di quegli anni negli Stati Uniti d'America, tra il Black Panter Party e le lotte per i diritti civili dai personaggi presenti.

## Personaggi
- Augustus Rodney Dowland, musicista jazz di colore più noto come Rowdy-Dow.
- Héctor Ramirez Delgado, immigrato dominicano.
- John Coltrane, noto musicista jazz di colore malato di cancro.
- Green Man, un giardiniere del cimitero.
- Il direttore, direttore del giornale Brooklynite
- Sonia Langmut, giornalista del Brooklynite, molto vicina agli ambienti dei jazzisti neri, investiga sul caso.
- Let's-Play-A-Game
- Blood Will Tell
- Thumbtack
- Heavy Legs
- W. Ch.
- Garry Belden, giornalista del Brooklynite, si occupa assieme a Sonia Langmut del caso.
- Tyrone "Ekundayo" Jackson, sassonofonista jazz di colore.
- Julia May, compagna di Ekundayo.
- Git-On-The-Good-Foot
- Bill Vanneau, pianista jazz di colore.
- Angela Vanneau, moglie del pianista Bill Vanneau.
- D.E.M
- Albert D. Rizzi, capitano di polizia responsabile del caso del Figlio di Whiteman.
- Undercover, ex poliziotto immischiato nelle operazioni di infiltraggio.
- Lindani McWhorter, sassofonista jazz dilettante di colore.
- Tanisha McWhorter, Sorella di Lindani McWhorter.
- Plotinus Franklin, critico jazz di colore.
- Joey Cafariello, crooner di scarsa fama.

### Altri personaggi citati
- Duke Ellington
- Benny Goodman
- Frank Sinatra

## Edizioni
- Wu Ming 1, New thing, collana Einaudi tascabili, Einaudi, 2004, ISBN 978-88-06-16276-4.